# Lac Benoît (rivière Benoît)
Pour les articles homonymes, voir Benoît et Lac Benoît.
Le lac Benoît est un plan d'eau douce du bassin versant de la rivière Péribonka, situé sur la rive Nord-Ouest du fleuve Saint-Laurent, dans le territoire non organisé de Mont-Valin, dans la municipalité régionale de comté (MRC) Le Fjord-du-Saguenay, dans la région administrative de la Saguenay–Lac-Saint-Jean, dans la province de Québec, au Canada.
Ce lac s’avère le principal plan d’eau du bassin versant de la rivière Benoît. La foresterie constitue la principale activité économique du secteur ; les activités récréotouristiques sont accessoires compte tenu de l’éloignement géographique et du manque de routes d’accès,,.
La surface du lac Benoît est habituellement gelée de la fin novembre au début avril, toutefois la circulation sécuritaire sur la glace se fait généralement de la mi-décembre à la fin mars.

## Géographie
Les principaux bassins versants voisins du lac Benoît sont :
- côté Nord : rivière Savane, rivière Benoît, rivière Lerole, lac Courtois, rivière du Cran Cassé ;
- côté Est : rivière des Montagnes Blanches, rivière Falconio ;
- côté Sud : rivière à Michel Nord, rivière Savane, rivière Péribonka, rivière à Michel, lac Maricot ;
- côté Ouest : rivière Savane, rivière à Michel Nord, rivière Courtois, rivière Péribonka, rivière Témiscamie[1].

Le lac Benoît comporte une longueur de 9,1 km, une largeur maximale de 1,8 km et une altitude de 543 m. Ce lac comporte un rétrécissement en son centre. Ce lac est surtout alimenté par la décharge de la rivière Benoît (venant du Nord), par la décharge (venant du Nord-Ouest) et par la décharge (venant de l’Est) de lacs. Le côté Sud-Ouest du lac comporte des zones de marais.
L’embouchure du lac Benoît est localisée sur la rive Nord-Ouest du lac, soit à :
- 2,2 km à l’Est du cours de la rivière Savane ;
- 20,1 km à l’Est du cours de la rivière Péribonka ;
- 27,5 km au Nord-Ouest du lac Piacouadie ;
- 13,5 km au Sud-Est du lac Courtois ;
- 48,1 km au Nord de l’embouchure de la rivière Savane (confluence avec la rivière Péribonka)[1],[4].

À partir de l’embouchure du lac Benoît, le courant descend en suivant le cours de la décharge du lac sur 4,0 km vers l’Ouest, le cours de la rivière Savane sur 67,2 km vers le Sud-Ouest, le cours de la rivière Péribonka sur 436,3 km vers le Sud, traverse le lac Saint-Jean sur 29,3 km vers l’Est, puis emprunte sur 155 km le cours de la rivière Saguenay vers l’Est jusqu'à la hauteur de Tadoussac où il conflue avec le fleuve Saint-Laurent.

## Toponymie
Le toponyme « lac Benoît » est indiqué dans un document de la Commission de géographie du Québec du 7 avril 1945.
Le toponyme « Lac Benoît » a été officialisé le 5 décembre 1968 par la Commission de toponymie du Québec.